# Мальтийское кружево

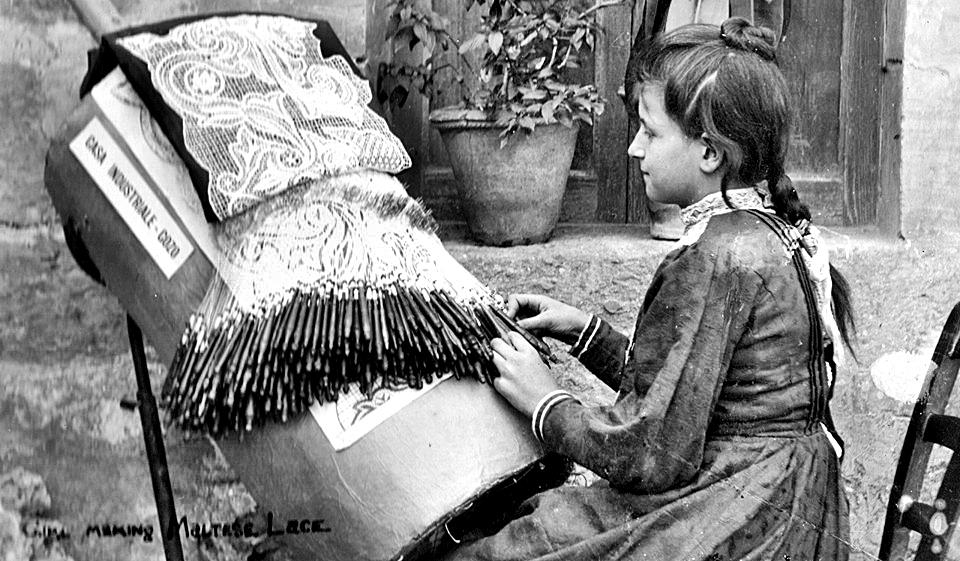
Микиэль Фарруджа, юная ученица кружевницы в Casa Industriale, Xagħra, Gozo. Фотография,1895

Мальтийское кру́жево ( мальт. bizzilla   ) — коклюшечное кружево, производимое на Мальте, которое является разновидностью гипюра. Выполняется непрерывной полосой на высокой, тонкой, вертикальной кружевной подушке. Большие детали состоят из двух или более частей, сшитых вместе.
Кружевная подушка на Мальте известна как Trajbu (произносится как «try-boo»), а коклюшки называются Ċombini (произносится как «chom-beany»); этот вид кружевоплетения очень популярен на острове Гоцо .
Мальтийское кружево выплеталось из тонких шёлковых нитей белого, кремового и чёрного цветов. Фоновая решётка из насно́вок (элемент кружева, напоминающий по форме лепестки или семечки) всегда являлась характерной особенностью, которая отличала местное кружево от всех остальных.

## История
Кружево, сделанное на Мальте, изначально было игольчатым кружевом с XVI по XIX век, когда экономическая депрессия на острове почти привела к исчезновению кружевоплетения. 
Но в середине XIX века леди Гамильтон Чичестер отправила кружевниц из Генуи на Мальту. Они использовали старые схемы игольного кружева и превратили их в коклюшечное кружево, которое стало намного более быстрым по трудозатратам. Вскоре после своего появления мальтийское кружево развило свой собственный стиль на основе генуэзского кружева.
Мальтийское кружево было показано на Всемирной выставке в Лондоне 1851 года и стало популярным в Великобритании. Стиль был скопирован кружевницами в английском Мидлендсе и стал одним из источников Бедфордширского кружева.
Кружево до сих пор производится на Мальте. Чтобы обеспечить выживание ремесла, кружевоплетение преподается в государственных профессиональных школах для девочек.
Частные организации, такие как Общество искусств, мануфактур и торговли, также проводят специальные вечерние занятия по мальтийскому кружевоплетению.
Образцы изделий мальтийского кружева представлены в музейной экспозиции Исторического дома Гран Кастелло в городе Виктория на острове Гоцо.

## Характеристики мальтийского кружева
Мальтийское кружево обычно имеет следующие характеристики:
- Обычно изготавливается из кремового шелка . Черный шелк также использовался в прошлом. Иногда использовалась льняная нить.
- Часто восьмиконечный мальтийский крест является частью узора, выполненного цельным или тканевым стежком.
- В узоре также могли быть плотно обработанные листья, известные как «колосья пшеницы» или «овес». Они пухлые и округлой формы, а не длинные узкие листья других видов коклюшечного кружева[2].

## Галерея

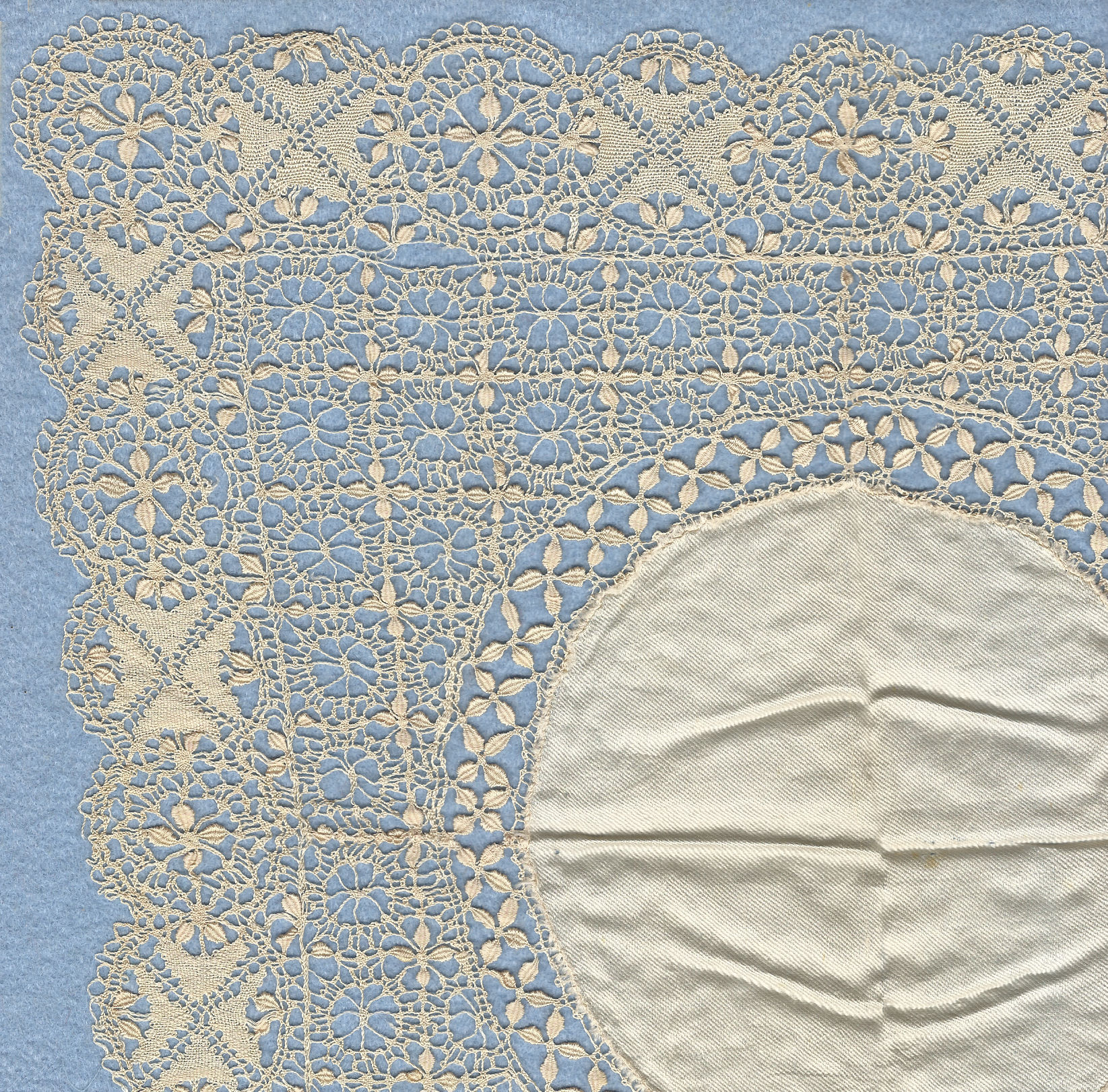
Мальтийское кружево
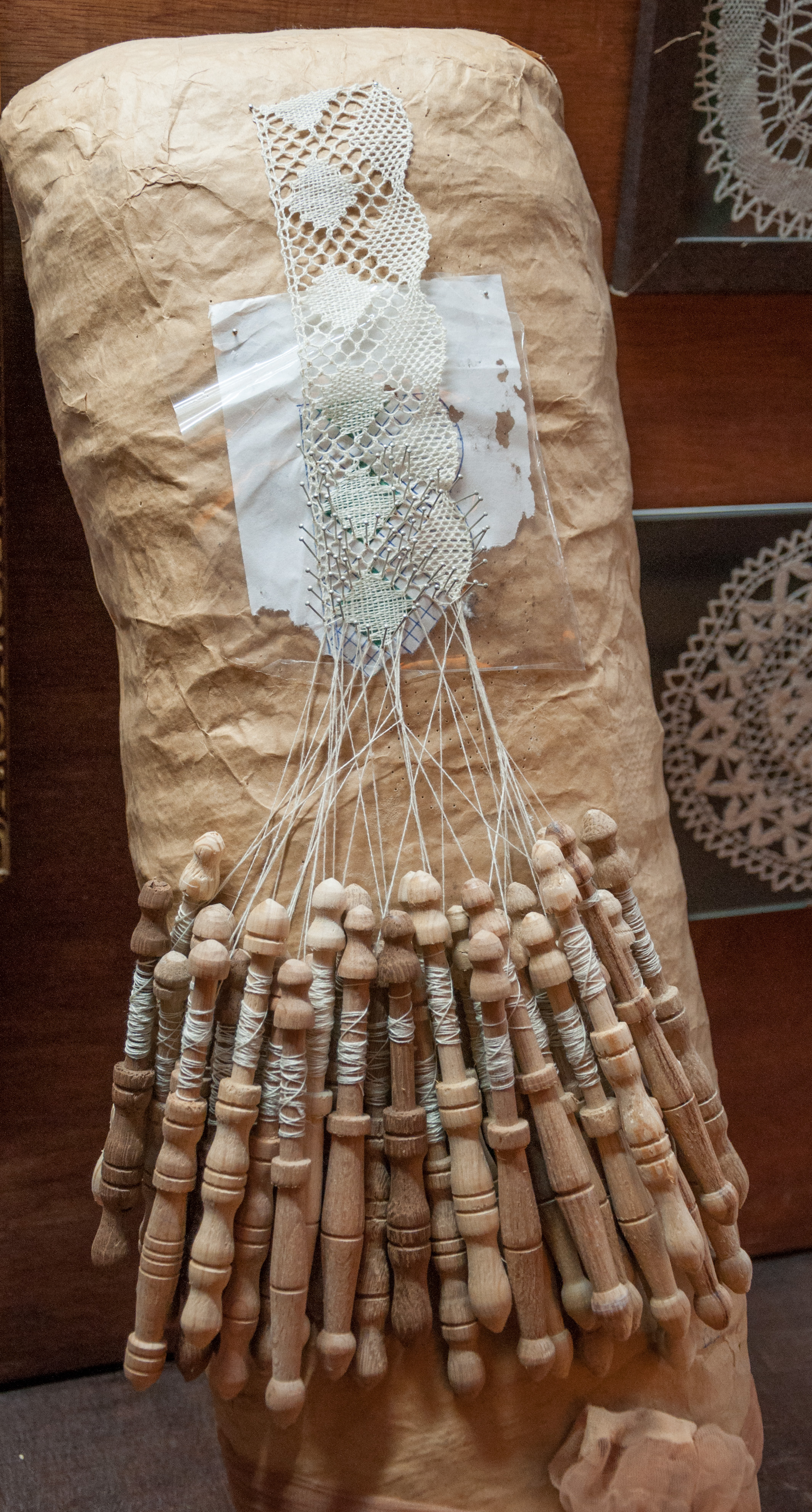
Подушка из мальтийского кружева в использовании
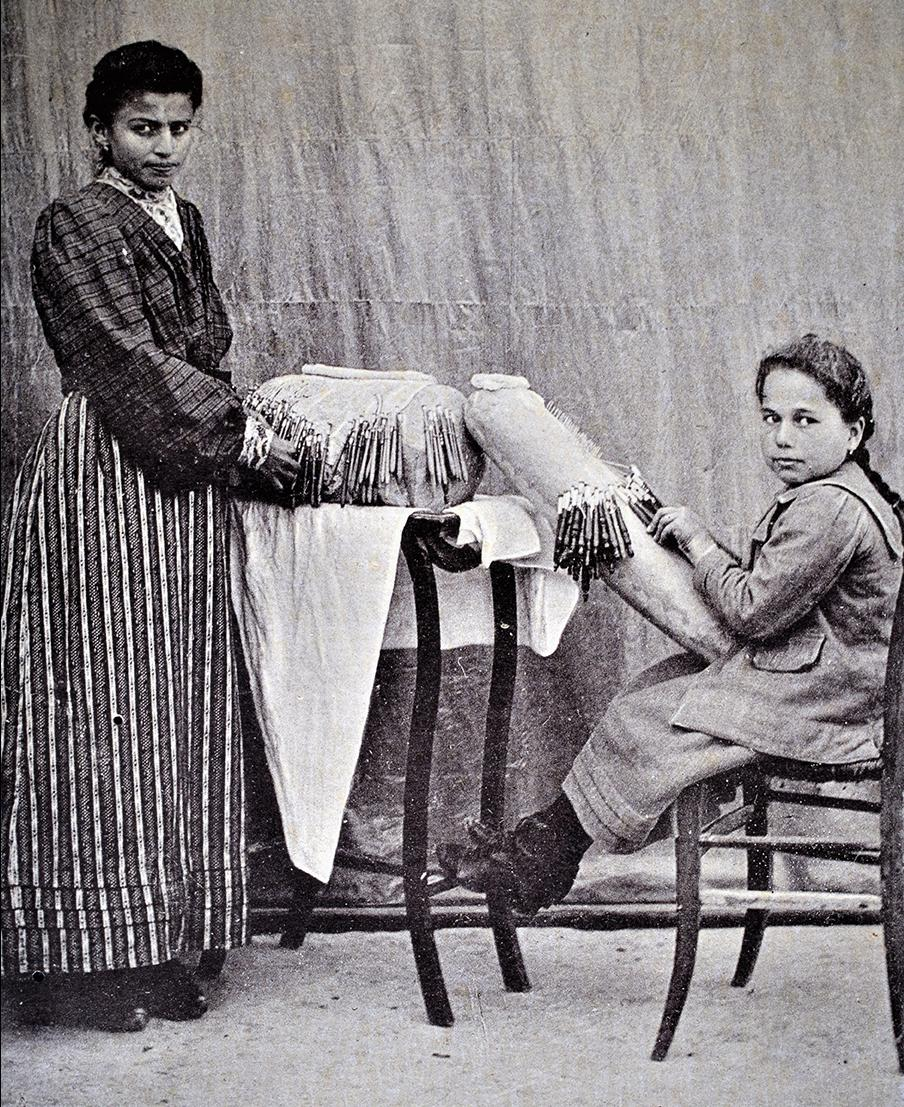
Молодые гоцитанские кружевницы. Фотография, 1910-е годы.

## В России
В России коллекционированием мальтийского кружева занимается московская собирательница и художница по кружеву Галина Новикова. В ее коллекции представлены кружевные воротники, пелерины, печатки, мерное кружево, изящные носовые платочки, салфетки и кружевные покрывала.